# قلیوب
قلیوب نام شهر و شهرستانی در استان قلیوبیه مصر است. 